# آرون استیل (بازیکن فوتبال، زاده ۱۹۸۳)
آرون استیل (انگلیسی: Aaron Steele؛ زادهٔ ۴ فوریهٔ ۱۹۸۳) بازیکن فوتبال اهل بریتانیا است.